# Chalenata micaceella
Chalenata micaceella är en fjärilsart som beskrevs av Walker 1864. Chalenata micaceella ingår i släktet Chalenata och familjen nattflyn. Inga underarter finns listade i Catalogue of Life.